# Parafia Matki Bożej Królowej Polski w Lipowinie
Parafia Matki Bożej Królowej Polski w Lipowinie – parafia rzymskokatolicka, znajdująca się w archidiecezji warmińskiej, w dekanacie Braniewo. W parafii posługują księża diecezjalni. Według stanu na styczeń 2019 proboszczem parafii był ks. kap. hon. Jerzy Szlomkowski.